# Humberto et Fernando Campana

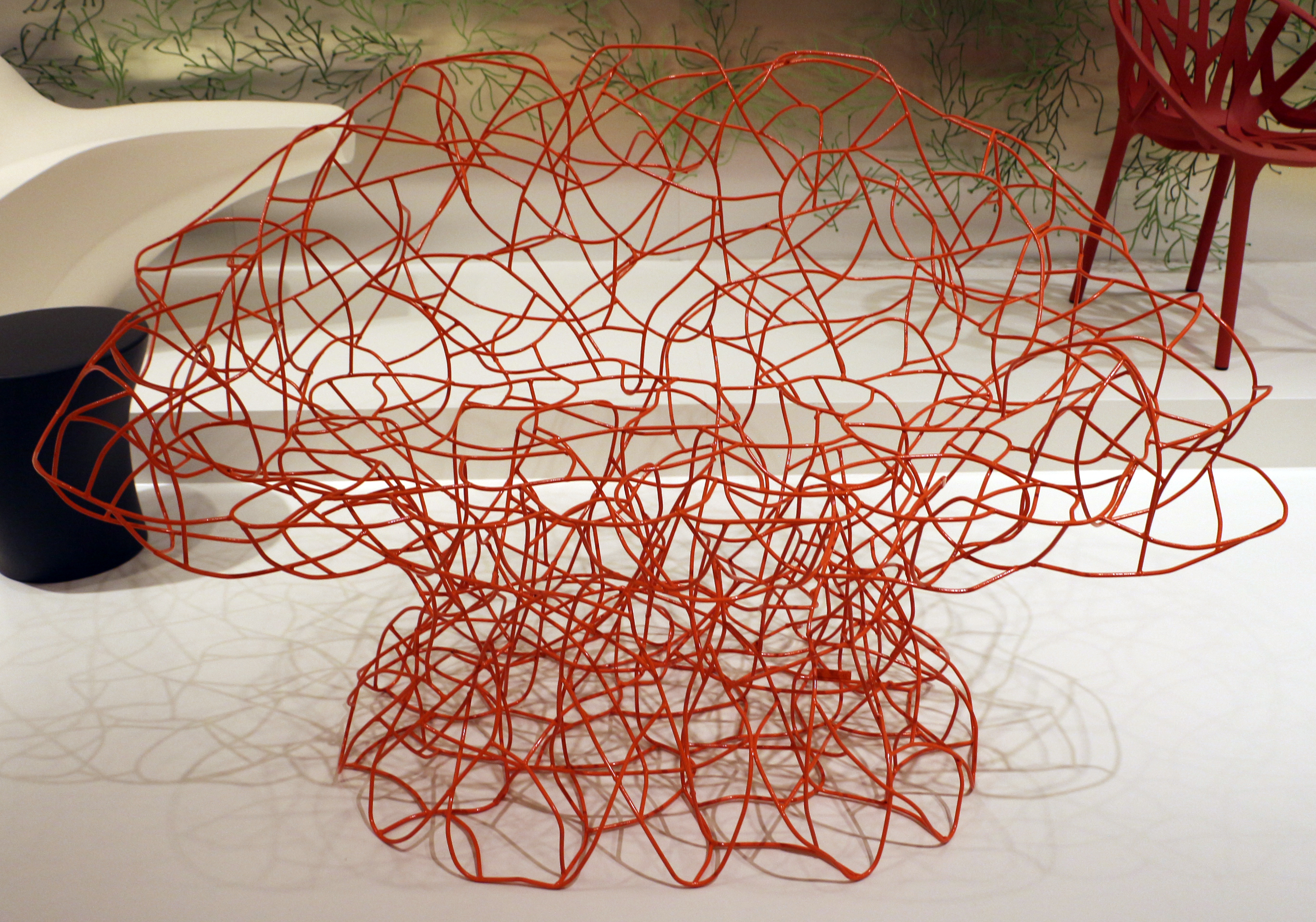
Coral chaise, 2004

Humberto et Fernando Campana sont deux frères designers brésiliens. Humberto est né en 1953 à São Paulo, Fernando est né le 19 mai en 1961 à São Paulo et décédé le 16 novembre 2022.

## Biographie
Fernando se destinait à une carrière d’avocat
tandis que Humberto poursuivait des études
d’architecte.
Rien ne les prédestinait à devenir des
designers de talent jusqu’à la création d’un
mobilier aux lignes originales et aux matières
peu habituelles en 1983.
Leur œuvre se place entre deux tendances
diamétralement opposées : la confection
d’objets de façon artisanale et la production
en série en usine.
Leur atelier basé à Sao Paulo leur permet
alors des expériences inédites. Inspirés de
la culture brésilienne aux influences ethniques
diversifiées, Les objets imaginés par les
frères Campana sont conçus avec des éléments
récupérés.

### Famille
De père ingénieur agronome d'origine italienne et d'une mère professeur des écoles.

### Études
Fernando Campana a suivi des études de droit à l'université, Humberto Campana a suivi des études d'architecture aux beaux arts,.

### Carrière
Humberto se lance dans la sculpture et demande de l'aide à son frère pour réaliser des meubles en 1983. Dès lors ils ne se quittent plus ce qui leur vaudra le nom des « frères Campana ». Humberto et Fernando intitulent leur première collection « Inconfortable », un ensemble de chaises très lourdes et peu fonctionnelles, présentée dans une galerie de São Paulo en 1989,. Le studio Campana est basé à São Paulo. En 2002 le studio crée sa propre ligne d'édition de pièces uniques « faites main », cette ligne de création est représentée par des galeries internationales comme l’Albion Gallery à Londres et Moss à New York. Ils travaillent pour des maisons d'éditions comme Edra, Alessi, Lacoste en 2009 ou Bernardaud en 2011,. En 2011, il redésignent le « café Campana » au niveau de la galerie impressionniste du musée d'Orsay. En 2012, le Comité Colbert, qui met le Brésil à l’honneur, les distingue designers emblématiques du dynamisme de la création au Brésil. Le Prix Colbert Création & Patrimoine leur sera remis lors de l'inauguration de l'exposition.

### Travail
Leur travail, parfois inspiré des favelas, est basé sur le détournement de produits artisanaux ou de recyclage (bois, tissus, papier peluches...) et sur la transgression des canons de l’esthétique, style baroque à la limite du kitsch. Ils utilisent des éléments caractéristiques de la culture brésilienne : les couleurs, les mélanges, le chaos créatif ainsi que les solutions simples. Le choix du matériau est souvent central dans leur travail, cherchant à transformer « des matériaux pauvres ou modestes en objets opulents ».

### Réalisations marquantes[10]
- Fauteuil Favela - 1991[11]
- Fauteuil Vermelha - 1993 à 1998
- Chaise Anémone - 2001
- Chaise Banquete - 2002
- Fauteuil Sushi - 2002
- Fauteuil Corallo - 2004
- Chaises Transplastics - 2006

## Récompenses et distinctions
- George Nelson Design Award en 1999[5]
- Prix du Nombre d'Or en 2005
- Prix Designer de l'année par Design Miami en 2008[12]
- Prix Colbert Création et Patrimoine en 2012[13],[14]

## Expositions
- Les frères Campana. Barroco Rococó, exposition au musée des Arts Décoratifs de Paris en 2013[3],[15]
- Zest for Life, exposition au Design Museum de Londres en 2004[16]

### Liens Externes
Site Officiel